# Швелльбрунн
Швелльбрунн (нім. Schwellbrunn) — громада  в Швейцарії в кантоні Аппенцелль-Ауссерроден, округ Гінтерланд.

## Географія
Громада розташована на відстані близько 145 км на схід від Берна, 5 км на південний захід від Герізау.
Швелльбрунн має площу 17,4 км², з яких на 5,6% дозволяється будівництво (житлове та будівництво доріг), 59,5% використовуються в сільськогосподарських цілях, 34,4% зайнято лісами, 0,5% не є продуктивними (річки, льодовики або гори).

## Демографія
2019 року в громаді мешкало 1541 особа (+4,3% порівняно з 2010 роком), іноземців було 6,3%. Густота населення становила 88 осіб/км².
За віковим діапазоном населення розподілялося таким чином: 25% — особи молодші 20 років, 56,8% — особи у віці 20—64 років, 18,1% — особи у віці 65 років та старші. Було 590 помешкань (у середньому 2,6 особи в помешканні).
Із загальної кількості 511 працюючого 157 було зайнятих в первинному секторі, 99 — в обробній промисловості, 255 — в галузі послуг.